# Tycherus ophtalmicus
Tycherus ophtalmicus är en stekelart som först beskrevs av Wesmael 1845.  Tycherus ophtalmicus ingår i släktet Tycherus och familjen brokparasitsteklar. Arten är reproducerande i Sverige. Utöver nominatformen finns också underarten T. o. americanus.